# Florence de Baudus
Florence de Baudus (París, 21 de diciembre de 1946) es una escritora, ensayista e historiadora francesa galardonada con varios reconocimientos, entre ellos el Premio François-Millepierres (2002) de la Academia Francesa de la Lengua por Le Sang du Prince, vie et mort du duc d'Enghien.

## Obras
Historia
- Le Lien du sang, Le Rocher, 2000 ISBN 2268036030
- Le Sang du Prince, vie et mort du duc d’Enghien, Le Rocher, 2002. Premiado el François-Millepierres de la Academia Francesa de la Lengua; seleccionada para el premio Hugues-Capet 2002.
- Le Jardin de l’Infante, l’aventure de l’Assomption, Le Rocher, 2005.
- Amable de Baudus, des services secrets de Talleyrand à la direction de la Censure sous Louis XVIII, Éditions SPM, 2012.
- Caroline Bonaparte: Sœur d'empereur, reine de Naples, Perrin, 2014.

Ensayos
- Volkoff Lapidaire, Ediciones L'Âge d'Homme, 2000 ISBN 978-2825113714
- Le Monde de Vladimir Volkoff, Le Rocher, 2003 ISBN 978-2268044989

Teatro
- Les derniers sacrements, L’Âge d’Homme, 2002 ISBN 978-2825116234

Novelas
- Madame se meurt, Le Rocher, 2005 ISBN 978-2268055329
- Le secret d’Agatha, Arthémuse, 2006 ISBN 978-2912563347
- Or ils s’aimaient, Le Rocher, 2008 ISBN 978-2268064390

En colaboración
- Julie, l’Âge d’Homme, 1996 ISBN 2-8251-0771-9
- Dossier H sur Vladimir Volkoff, l’Âge d’Homme, 2006 ISBN 2-8251-3630-1